# Riders of the Timberline
Riders of the Timberline è un film del 1941 diretto da Lesley Selander.
È un western statunitense con William Boyd, Andy Clyde, Brad King e Victor Jory. Fa parte della serie di film western incentrati sul personaggio di Hopalong Cassidy (interpretato da Boyd) creato nel 1904 dallo scrittore Clarence E. Mulford.

## Produzione
Il film, diretto da Lesley Selander su una sceneggiatura e un soggetto di J. Benton Cheney, fu prodotto da Harry Sherman. tramite la Harry Sherman Productions e girato a Big Bear Lake e nei pressi del Cedar Lake (Big Bear Valley, San Bernardino National Forest), in California, Il titolo di lavorazione fu Timber Wolves. Il brano della colonna sonora The Fighting Forty fu composto da Grace Hamilton e Jack Stern.

## Distribuzione
Il film fu distribuito negli Stati Uniti dal 17 settembre 1941 al cinema dalla Paramount Pictures.
Altre distribuzioni:
- in Brasile (Lenhadores de Improviso)
- in Danimarca (En himmelhund til hest)
- in Grecia (Ippotai tis grothias)

## Promozione
Le tagline sono:
- TIMBER! and "Hoppy's" in a hurricane of trouble and terror!
- "Hoppy" Takes To The Tall Timber!
- Saboteurs In Timberland!